# Bianca Hauda
Bianca Hauda (* 20. Februar 1984 in Bonn) ist eine deutsche Hörfunk- und Fernsehmoderatorin.

## Leben
Bianca Hauda lebte bis zu ihrem Abitur 2003 am Ernst-Moritz-Arndt-Gymnasium in Remscheid und engagierte sich dort ab 1997 in der Theater AG. Von 2004 bis 2007 folgte ein Studium an der Universität Siegen. Sie machte ihren Bachelor of Arts in Literary, Cultural and Media Studies. 
Seit 2012 ist sie Jury-Mitglied des Popcamp vom Deutschen Musikrat und unterstützt den musikalischen Nachwuchs in Deutschland.
Bianca Hauda lebt in Köln.

## Moderatorentätigkeit

### Hörfunk
Hauda begann im Alter von 16 Jahren als Moderatorin im Bürgerfunk für Remscheid und Solingen. Von 2005 bis 2008 war sie Moderatorin bei Radio Siegen. Von 2007 bis 2010 arbeitete Bianca Hauda beim SWR-Jugendsender Dasding.
Als Hörfunkreporterin war Hauda unter anderem ab 2008 bei SWR3 und ab 2010 für die Deutsche Welle tätig. 2010 wurde sie  Moderatorin bei 1 Live mit der Lifestyle-Sendung 1LIVE Gold. Zudem moderierte sie kurz darauf im Wechsel mit anderen Moderatoren den 1LIVE Sektor, eine Zusammenfassung aller Ereignisse des Tages. Der 1LIVE Sektor wurde später in 1LIVE Die Hauda umbenannt.
2015 übernahm Hauda die Popkultursendung 1LIVE Plan B, in der sie zusammen mit Kotaro Dürr Bandinterviews führte. Parallel moderierte sie den 1LIVE Talk, ein einstündiges Gesprächsformat am Abend. Bei Deutschlandradio Nova moderierte Bianca Hauda die Sendung Eine Stunde Netz und zeitweise die Morningshow Schaum oder Haase.

### Fernsehen
Im Fernsehen war sie unter anderem als Außenreporterin für Ebert und Hirschhausen in der Wissenschaftskabarettsendung Der dritte Bildungsweg zu sehen. Seit 2012 ist Hauda beim Digitalfernsehsender One der ARD als Moderatorin tätig, zunächst in der Musiksendung Clipster und in der Talksendung EINSWEITERgefragt. 2012 moderierte sie zusammen mit Knacki Deuser das Nightwash Frauenspezial auf Einsfestival und 2013 das Zurück zu Hause Festival in Bielefeld für EinsPlus. Seit 2020 moderiert Hauda gemeinsam mit Romy Straßenburg das ARTE Kulturmagazin TWIST. Seit Juni 2023 moderiert sie für den NDR die Reihe Die Hauda & die Kunst, die in der ARD-Mediathek wöchentlich verbreitet wird.

## Hörspielsprecherin
Hauda ist auch als Hörspielsprecherin tätig:
- 2011: Die Blanken, Hörspiel von Steffen Ziegler, Rolle: Franziska Graf, Tochter[9]
- 2012: Der kleine Zauberladen, Hörspiel, Rollen: Die schöne Alchimistin / Marktweib[10]
- 2013: Hate Radio, Rolle: Valerié Bemeriki, Hörspiel für WDR5 von Milo Rau.[11] Das Hörspiel nimmt Bezug auf Radio-Télévision Libre des Mille Collines und wurde am 17. Juni 2014 mit dem Hörspielpreis der Kriegsblinden ausgezeichnet.[12]